# Nycticeius humeralis
Nycticeius humeralis is een zoogdier uit de familie van de gladneuzen (Vespertilionidae). De wetenschappelijke naam van de soort werd voor het eerst geldig gepubliceerd door Constantine Samuel Rafinesque in 1818.

## Voorkomen
De soort komt voor in Mexico en de Verenigde Staten.